# Raúl Castro Nilson
Raúl Mauricio Castro Nilson (Montevideo, 17 maggio 1919 – ...) è stato un pallanuotista uruguaiano che ha partecipato alle Olimpiadi estive del 1948.